# Palais des comtes du Maine
Pour les articles homonymes, voir Palais des comtes.
Le palais des comtes du Maine encore nommé palais royal Plantagenêt est situé au Mans au cœur de la cité Plantagenêt dans le département de la Sarthe en France. Initialement siège du pouvoir comtal du Maine, dont Le Mans est la capitale historique, c'est aujourd'hui l'hôtel de ville du Mans.
Le palais apparaît pour la première fois dans des sources écrites à la fin du XIe siècle, il est alors principalement constitué par une grande salle d'apparat, complétée au fil du Moyen Âge par l'ajout d'appartements princiers et de diverses autres salles. Le palais possède aussi sa propre chapelle, la collégiale Saint-Pierre-la-Cour, qui remonte au IXe siècle et qui renfermait les reliques de Scholastique, patronne du Mans. Occupé par les comtes héréditaires du Maine, puis par les Plantagenêts qui héritent du comté au XIIe siècle, le palais est notamment habité par Geoffroy Plantagenêt, par Henri II d'Angleterre et par sa belle-fille la reine Bérengère de Navarre, veuve de Richard Cœur de Lion. Il est ensuite délaissé quand le Maine est repris par les Capétiens. Le comté est cependant donné en apanage à des cadets de la famille royale, qui occupent le palais de temps à autre, principalement au XIVe siècle. L'édifice devient cependant peu à peu un simple palais administratif, la justice comtale se tenant dans la grande salle tandis que les diverses autres juridictions se partagent les appartements princiers. François Ier offre une partie du palais à la municipalité du Mans, préfigurant ainsi la transformation de l'ensemble en hôtel de ville.
Souffrant du manque d'entretien, le palais est victime d'un incendie en 1720, puis d'une tempête en 1738. Alors que des travaux de restauration tardent à être engagés, la charpente de la grande salle s'effondre en 1757. Les autorités décident alors de la détruire pour faire construire à la place un édifice en équerre, qui prend en partie appui sur les anciens murs de la salle, et qui forme depuis l'hôtel de ville du Mans. En revers, divers éléments médiévaux, plus ou moins remaniés, témoignent cependant encore du palais médiéval. La collégiale est quant à elle désacralisée à la Révolution, en partie détruite et réaménagée en école puis en bureaux au XIXe siècle.

## Histoire

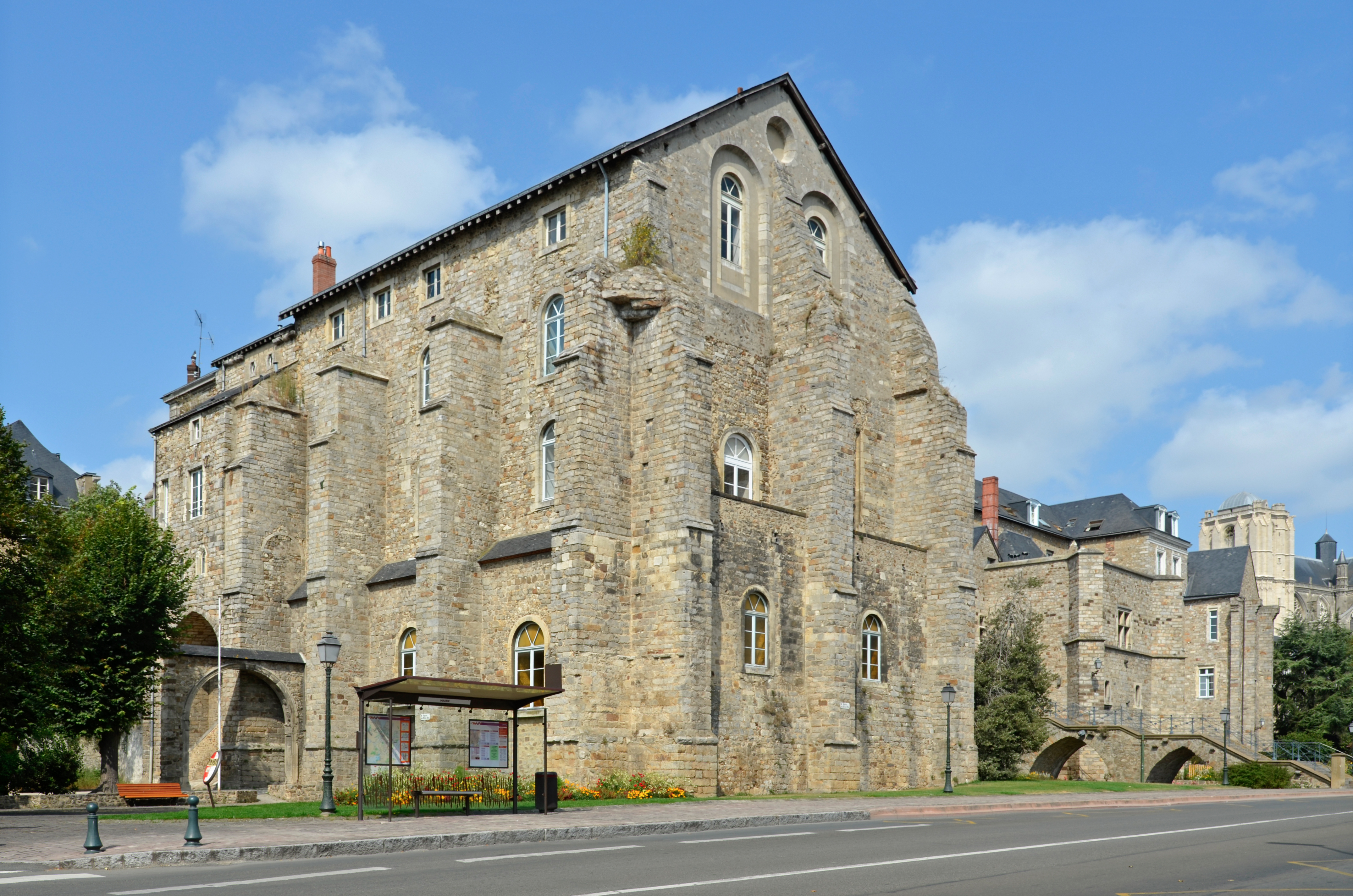
La collégiale devant l'ancien palais.

Le palais est bâti, tout comme la cathédrale, sur l'enceinte gallo-romaine du Mans, et plus précisément sur son front sud. Il occupe peut-être l'emplacement de l'ancien forum, en tous cas des vestiges d'un édifice gallo-romain ont été retrouvés sous ses fondations. La collégiale Saint-Pierre-la-Cour est édifiée au IXe siècle pour mettre en sûreté les reliques de Scholastique, sœur de Saint Benoît et patronne du Mans. Hugues Ier du Maine la considère comme sa chapelle personnelle dans un acte de 970, preuve que les comtes résidaient déjà dans ce secteur à cette époque. La collégiale est reconstruite en 1093 par Élie Ier du Maine.
La grande salle du palais est mentionnée pour la première fois dans un acte de 1090-1096. Elle est traditionnellement attribuée à Élie Ier. Le palais se développe surtout sous les Plantagenêts, qui entrent en possession du Maine en 1110 avec le mariage de l'héritière des comtes héréditaires, Erembourg du Maine, avec Foulques V d'Anjou. Leur fils, Geoffroy V d'Anjou, surnommé « Plantagenêt », donne son nom à la dynastie angevine, qui hérite bientôt de la Normandie et de l'Angleterre. Alors que Le Mans n'est plus qu'une ville parmi d'autres dans l'empire Plantagenêt, les membres de la dynastie conservent des attaches particulières avec le palais : Geoffroy V y épouse Mathilde l'Emperesse, leur fils Henri II d'Angleterre y naît et y séjourne régulièrement. Alors que le Maine retourne au domaine royal capétien en 1204, sa belle-fille, Bérengère de Navarre, obtient le Maine en usufruit et réside au Mans jusqu'à sa mort en 1230.
Après la mort de Bérengère, le Maine, ainsi que l'Anjou, est donné en apanage à un fils cadet de Louis VIII et passe ensuite à sa descendance. Le palais du Mans est rarement occupé par cette nouvelle dynastie, appelée Anjou-Sicile car elle récupère également le trône de Naples. Charles II d'Anjou fait cependant ajouter un chevet massif à deux niveaux à la collégiale, en s'inspirant de la Sainte-Chapelle de Paris. Bertrand du Guesclin et ses troupes font halte dans la grande salle en 1370, au retour de la bataille de Pontvallain. Leur séjour occasionne des dégâts, réparés à leur départ. Le palais devient peu à peu un centre administratif, dans lequel les comtes logent leurs services judiciaires et civils, sans y résider.
Sous la deuxième dynastie apanagiste, les Valois, Le Mans retrouve cependant pendant quelques décennies les faveurs de ses princes. Charles de Valois fait édifier une demeure de plaisance au Gué de Maulny, qui lui permet de loger aux portes de la forêt, et son fils, le futur roi Philippe VI, y fonde une chapelle royale. Le Gué de Maulny est cependant ravagé par les Anglais, et Louis II d'Anjou, comte apanagiste de la dynastie de Valois-Anjou, permet en 1357 aux chapelains de rebâtir une chapelle près du palais, à l'emplacement de l'actuelle place du Hallai. Le palais comtal est également embelli et agrandi, avec l'ajout de galeries de promenade et de salles de plaisance autour de la grande salle, la salle des Singes et celle de Bretagne.
Ces nouvelles salles tombent déjà en ruine au XVe siècle, alors que le Maine est revenu dans le giron royal. En l'absence de cour comtale, les appartements sont occupés par le présidial et l'élection fiscale du Mans. L'emplacement de la salle de Bretagne est offerte par François Ier à la municipalité pour qu'elle y bâtisse un nouvel hôtel de ville, mais le manque de moyens puis les Guerres de religion retardent le projet. Le conseil s'installe finalement dans un appentis contre la grande salle et près de la tour du Gros-Pilier.

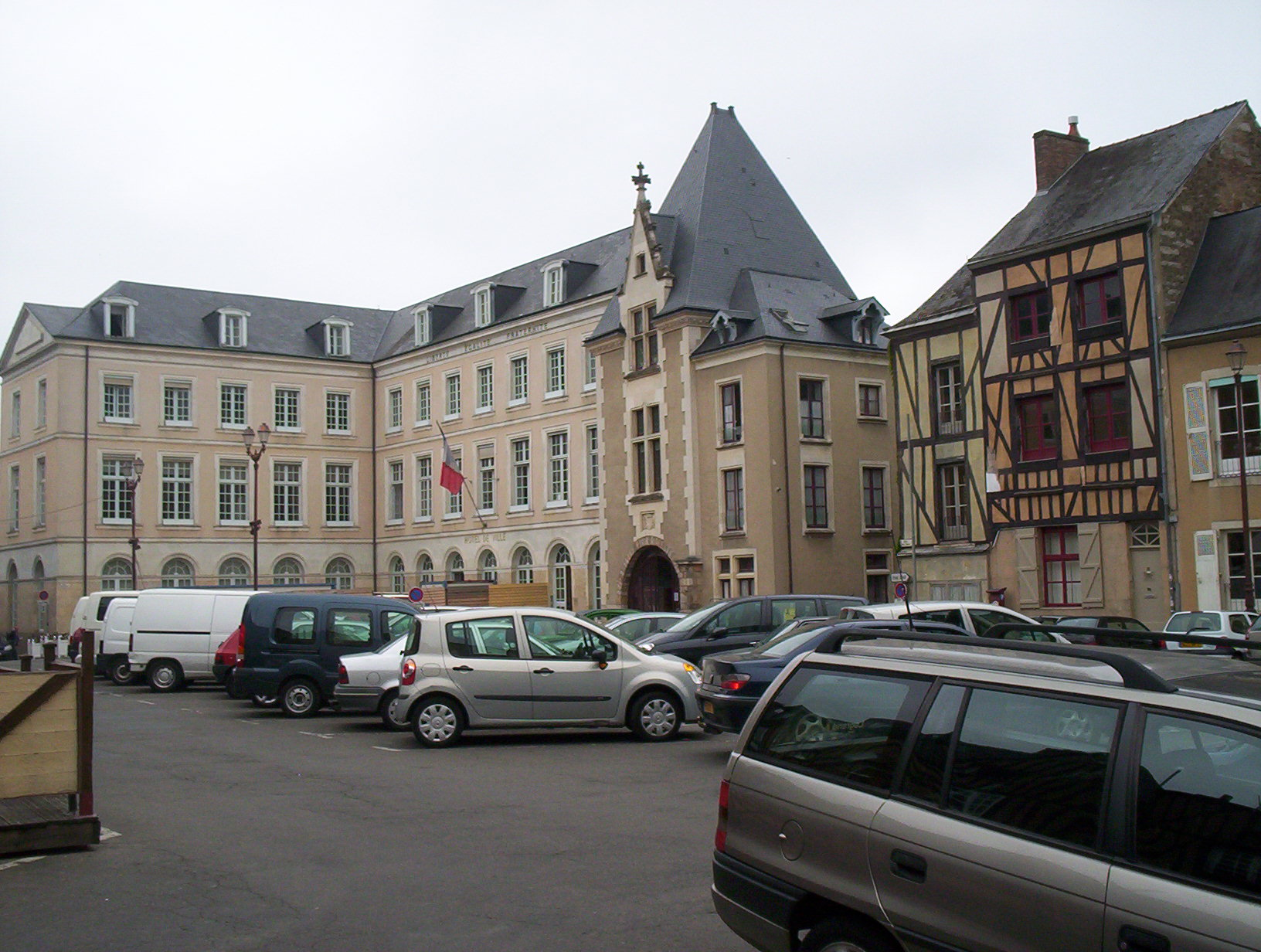
La place Saint-Pierre et l'hôtel de ville.

En 1720, un incendie, parti de la prison située à proximité, provoque des dégâts sur les anciens appartements princiers, et de nombreuses archives sont perdues. En 1738, une tempête détruit la baie sud de la grande salle. L'ensemble du palais est alors vétuste, souffrant d'un manque d'entretien, et les diverses autorités qui se partagent les lieux rechignent à engager des travaux. Si une reconstruction est finalement décidée en 1754, les travaux tardent encore, et, alors que ceux-ci sont finalement engagés, la charpente de la grande salle s'effondre en 1757, au tout début du chantier. Deux ans plus tard, elle est détruite pour faire place à un nouvel édifice, en L, inauguré en 1768.
Pendant la Révolution, les instances d'Ancien régime sont supprimées, et la municipalité du Mans récupère la totalité du palais. La collégiale est désaffectée, son mobilier détruit. Un temps occupée par un arsenal, elle est finalement amputée de sa nef pour agrandir la place Saint-Pierre, puis convertie en école. Seule la chapelle basse est conservée. Au cours du XIXe siècle, le Vieux Mans est considéré comme un quartier pauvre et insalubre, et l'hôtel de ville du XVIIIe siècle apparaît indigne d'une ville comme Le Mans. Si des projets de reconstruction sont parfois annoncés, aucun ne voit cependant le jour. Il faut néanmoins attendre les années 1920 pour que l'intérêt architectural et historique de l'ancien palais soit reconnu, et que des premiers travaux de dégagement soient effectués sur la tour du Gros-Pilier.

## Architecture

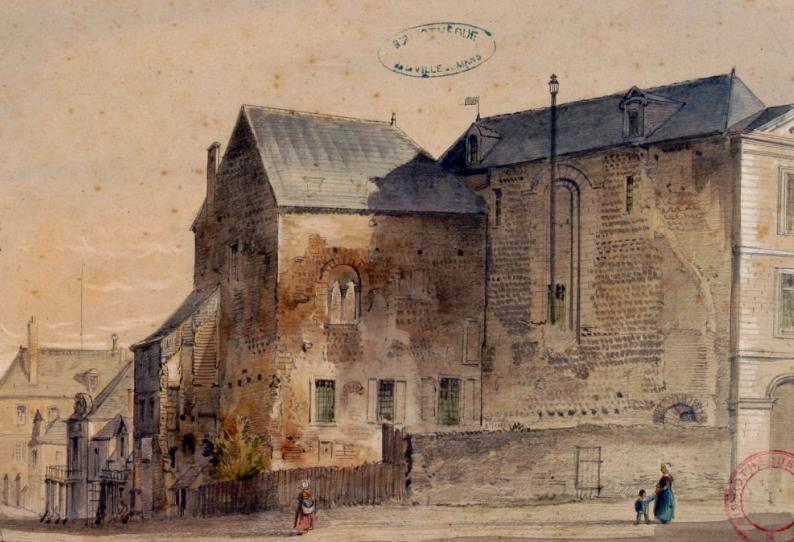
Le palais en 1854 par Louis Moullin, avec à gauche l'ancien logis comtal, à droite le pignon nord de l'ancienne grande salle.

Le palais médiéval s'articulait autour de sa grande salle, élément caractéristique des demeures de l'espace Plantagenêt, et comparable aux salles subsistantes du palais de Poitiers, du château de Caen, du château de Winchester ou encore de l'ancien hôtel-dieu du Mans. Cette salle était particulièrement vaste, avec une surface de 713 m2 et 23 m de hauteur. Bien qu'elle ait été détruite au XVIIIe siècle, elle se lit encore dans la cour en L de l'hôtel de ville, et plusieurs vestiges sont visibles : le mur gouttereau sud, qui a été réemployé dans l'hôtel de ville moderne, subsiste entièrement, et le pignon nord est encore en partie debout. La baie nord, désormais murée, est encore l'une des plus grandes de l'architecture romane. La salle s'ouvrait dans ses murs gouttereaux par des cinq baies de chaque côté, et la charpente était soutenue par deux rangées de cinq piliers en bois. Les baies latérales sud, murées, sont encore visibles dans le hall de la mairie.

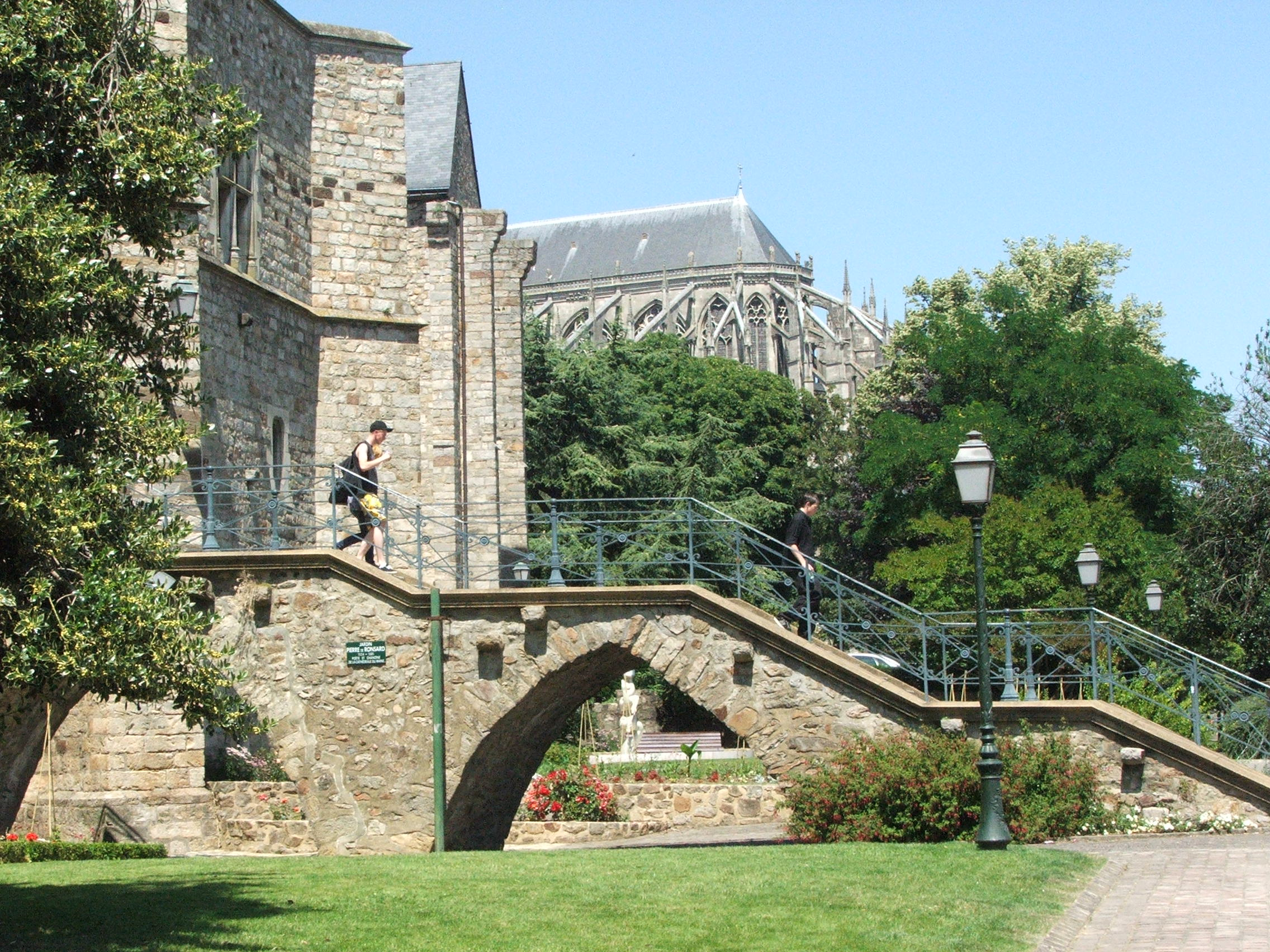
Les Ponts-Neufs et la tour du Gros-Pilier.

Les appartements princiers, ajoutés en 1180 contre le mur nord de la grande salle, sont contenus dans une tour carrée qui est toujours visible bien que fortement remaniée. Une baie géminée à colonne, visible depuis la place du Hallai, remonte à l'époque d'Henri II. La tour comprenait à l'origine une salle de service surmontée d'une chambre à l'étage, mais cette chambre a été divisée au XIIIe siècle en deux pour former une chambre de parement et une chambre de retrait afin de gagner en intimité. La tour de la Roche, qui se trouve en prolongement côté ville moderne, a été ajoutée à la même époque et renferme une seconde chambre de retrait. Elle est construite en grès et défendue par de puissants contreforts. La tour de la Roche est secondée plus loin par la tour du Gros-Pilier, bastion du XIVe siècle qui permet de défendre les Ponts-Neufs, qui forment l'accès entre le palais et la ville basse. Les salles des Singes et de Bretagne, qui se trouvaient à l'emplacement de la rue du Hallai, étaient construites en appentis contre la grande salle. La première doit probablement son nom à un décor intérieur, tandis que la seconde fait référence à Marie de Bretagne, femme de Louis Ier d'Anjou. Des galeries, également ajoutées au XIVe siècle et depuis disparues, couraient le long des murs de la grande salle pour faire communiquer ces divers éléments.

## Protection
Le bâtiment est classé au titre des monuments historiques en 1930.